# فرودگاه مولهاوس–هابشیم
فرودگاه مولهاوس-هابشیم (به انگلیسی: Mulhouse-Habsheim Airport) (به زبان بومی: Aérodrome de Mulhouse-Habsheim) یک فرودگاه همگانی است که یک باند فرود آسفالت دارد و طول باند آن ۱۱۲۰ متر است. این فرودگاه در کشور فرانسه قرار دارد و در ارتفاع ۲۴۰ متری از سطح دریا واقع شده‌است.